# Kroka-Rävs saga
Kroka-Rävs saga (isl. Króka-Refs saga) är en av islänningasagorna.

## Handling
Sagan utspelar sig dels på västra Island, i området Dalasyslan, dels på Grönland, samt i Norge och i Danmark. Handlingen kretsar kring den tyste och sluge Räv. Det finns fina karaktärsskildringar av den kloke och infame Harald Hårdråde som vill åt Rävs hustru, och den gode Sven Estridsson. Handlingen torde vara uppdiktad, men den har anknytningar till välkända stormän, som Gestur Oddleifsson på Hagi.

## Tillkomst, manuskript och översättning
Sagan är troligen skriven i mitten av 1300-talet. Den fanns ursprungligen nedtecknad i Vatnshyrna, som till största delen är förstörd. Numera finns den endast bevarad i en pergamenthandskrift (AM 471 qu.) från slutet av 1400-talet, samt i flera pappershandskrifter. Den trycktes först i Hólar år 1756.
Sagan är översatt till svenska av Åke Ohlmarks (1963).